# مدرسة ماريون للإناث
مدرسة ماريون للإناث والمعروفة أيضًا باسم مدرسة أولد بيري كاونتي الثانوية، هي مبنى مدرسة تاريخي على طراز النهضة اليونانية[بحاجة لمصدر][بحاجة لمصدر] في ماريون، ألاباما، الولايات المتحدة الامريكية تم بناؤه في ترتيب دوريك. في 4 أكتوبر 1973، تم إضافته إلى السجل الوطني للأماكن التاريخية.

## تاريخه
تأسست مدرسة ماريون للإناث في عام 1836، وتم الانتهاء من هذا الهيكل في عام 1850. عندما كان الفنان نيكولا مارشال يدرس في المدرسة، كان المبنى يضم الاستوديو الخاص به. أثناء عمله هنا، قام بتدريس الرسم والموسيقى والفرنسية والألمانية. تم تصميم أول علم الكونفدرالية من قبله. كما قام بتصميم الزي العسكري الكونفدرالي[بحاجة لمصدر] الرمادي الذي تأثر بالزي العسكري للجيشين النمساوي والفرنسي في منتصف القرن التاسع عشر.
منذ إنشاء هذه المدرسة كمدرسة نسائية، كانت مملوكة لمدينة ماريون من عام 1918 إلى عام 1930، عندما تم نقلها إلى ملكية الدولة لاستخدامها كمدرسة عامة في مقاطعة بيري. كان في الأصل مبنى من ثلاثة طوابق، وقد أعيد تشكيله في عام 1930 مع إزالة الطابق العلوي. توجد حاليًا جمعية مقاطعة بيري التاريخية وجمعية خريجي مدرسة مقاطعة بيري الثانوية هناك حتى الآن.